# Grote viltmuts
Grote viltmuts (Pogonatum urnigerum) is een mossoort uit het geslacht viltmuts (Pogonatum). Hij groeit op lemige standplaatsen, vooral waar vers leem aan de oppervlakte komt, bijv. bij graafwerkzaamheden in groeven. 

## Determinatie
Uiterlijke kenmerken
De kleine plantjes van grote viltmuts zijn tussen de 2 en 6 cm hoog, blauwachtig groen van kleur en worden bruin met de jaren. De vrij forse planten vallen in het veld op door de zeegroene kleur. Bovendien zijn de plantjes dikwijls opvallend vertakt.
De dicht opstaande, smal lancetvormige bladeren worden naar boven toe geleidelijk groter en zijn tussen de 5 en 7 mm lang. Als ze droog zijn, liggen ze dicht bij elkaar, als ze nat zijn, steken ze meestal duidelijk uit. De omhulde bladvoet is hyalien en kan ongeveer 20% van de bladlengte uitmaken. De bladrand is gezaagd door meercellige zaagtanden. De bladnerf komt naar voren als een korte stekelpunt. 
De seta, die aan de onderkant rood is en aan de bovenkant bleek rood, is ongeveer 2 tot 5 cm lang en heeft rechtopstaande, cilindrische, roodbruine capsules waarvan de peristoomtanden roodbruin van kleur zijn en een kleurloze rand hebben. 
Het ronde capsuledeksel vormt een extreem korte snavel. 
Microscopische kenmerken
De omgekeerde ovale, vergrote eindcellen van de talrijke assimilatielamellen zijn kenmerkend papillair aan de punt. De dikwandige laminacellen zijn min of meer rechthoekig en hebben een diameter tussen 15 en 50 µm. De sporen zijn tussen de 14 en 18 µm groot en hebben zwakke papillen.

## Verspreiding
Grote viltmuts is relatief zeldzaam in laagland. Soms wordt het daar zelfs bedreigd. Het belangrijkste verspreidingsgebied is submontaan tot subalpiene hoogten. Verder is het mos te vinden in de rest van Noord-Europa en delen van Azië, in Noord-Amerika en in de hoge bergen van Afrika. In Nederland komt hij vrij zeldzaam voor.

## Fotogalerij

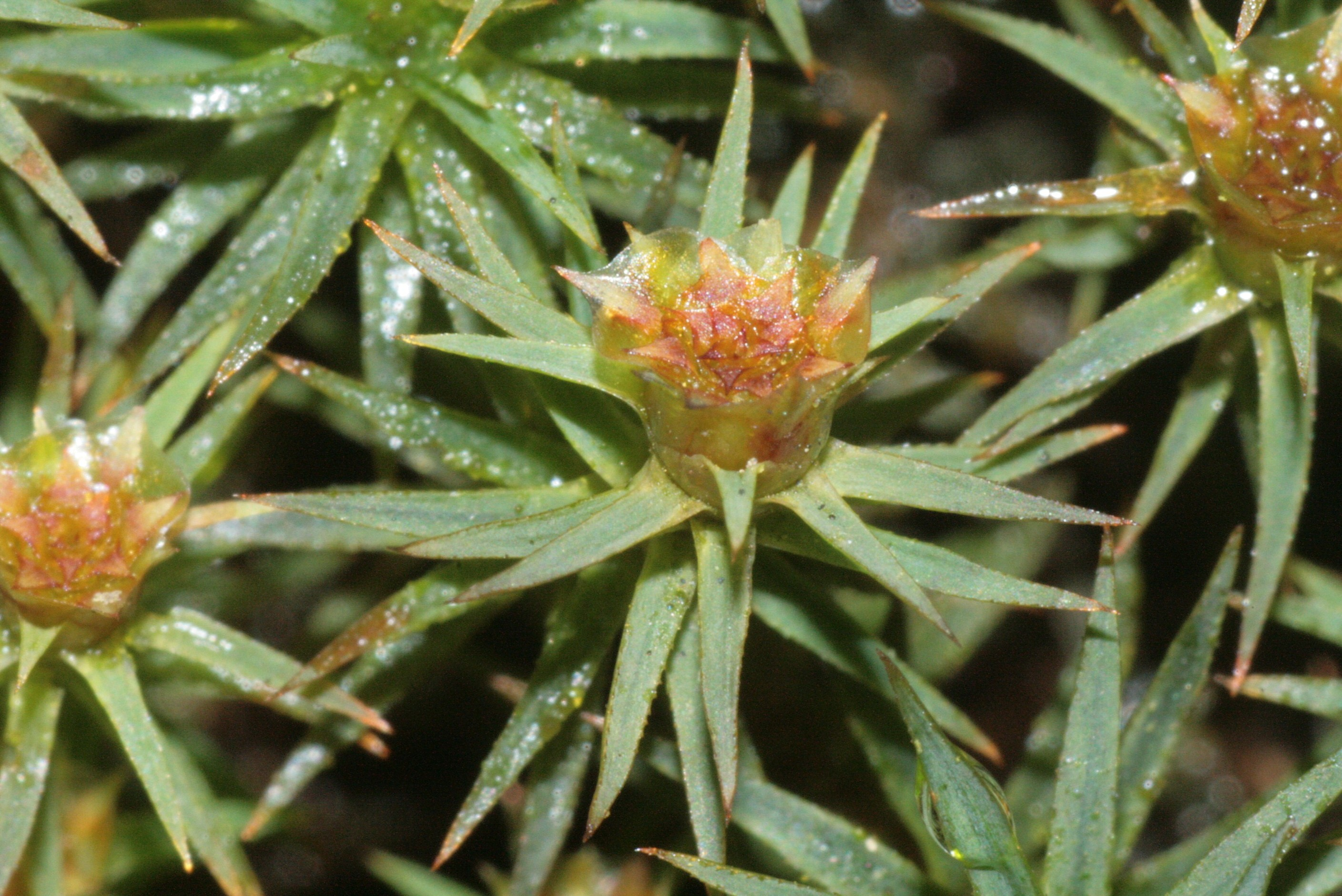
Bladeren
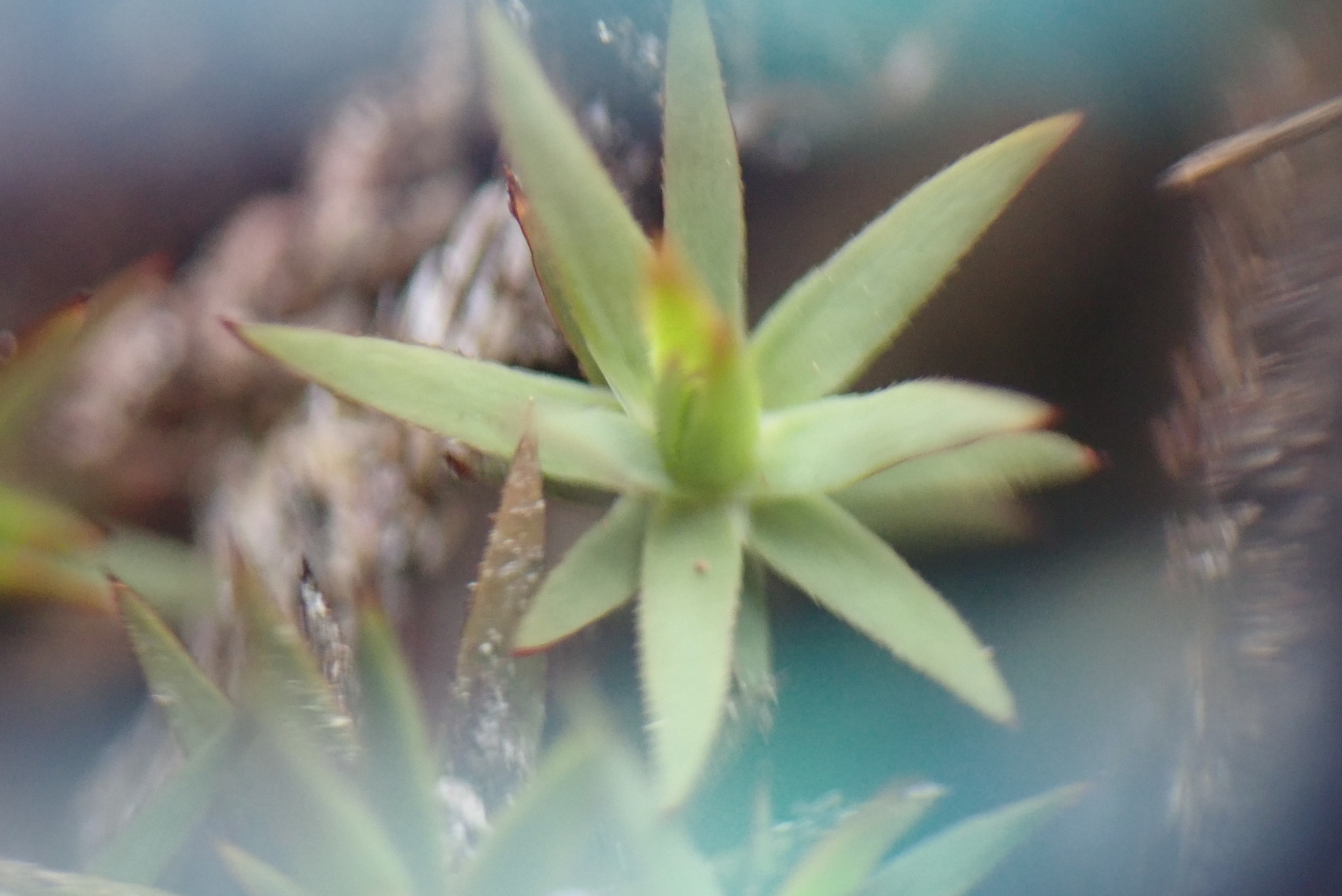
Bladeren
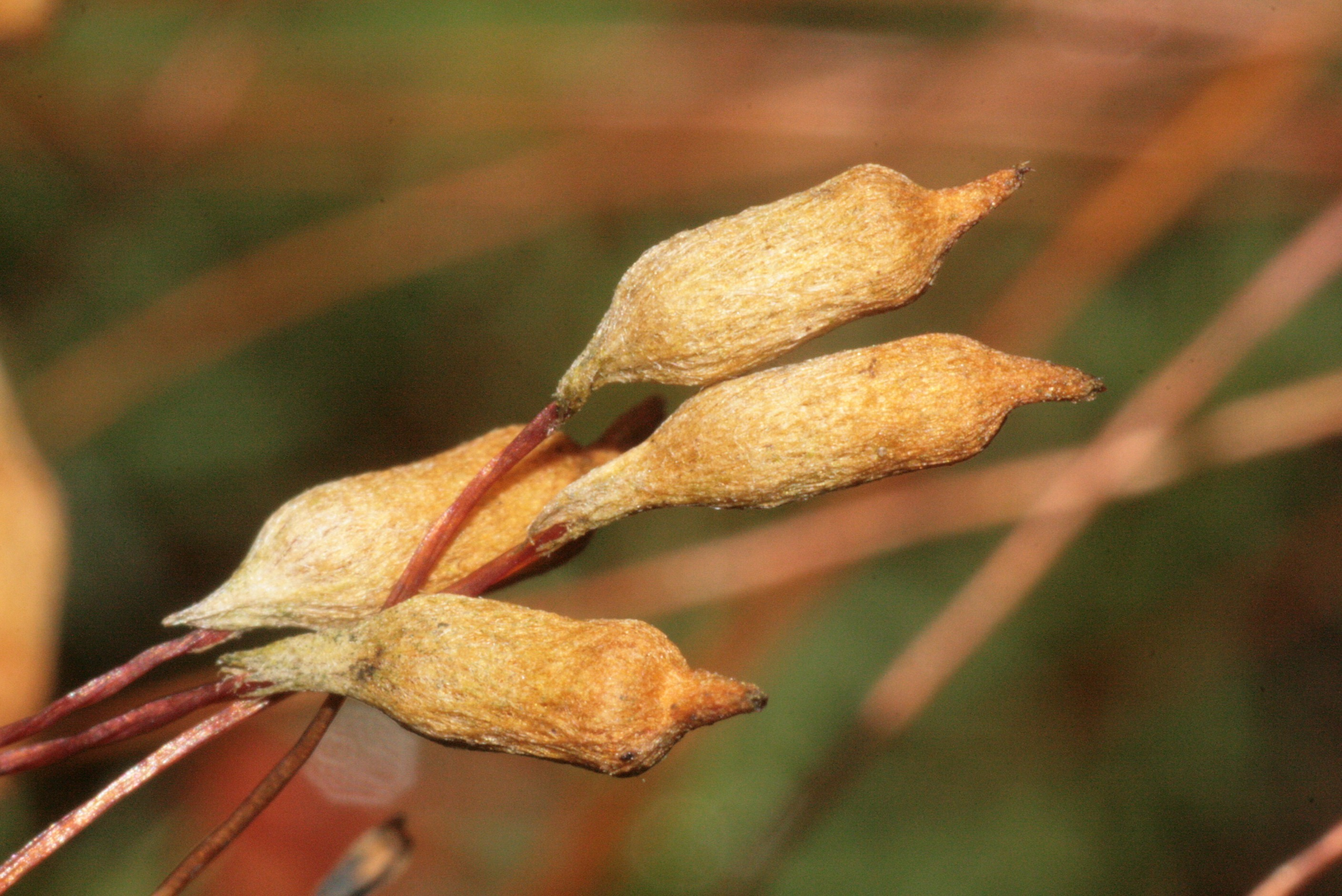
Sporencapsules
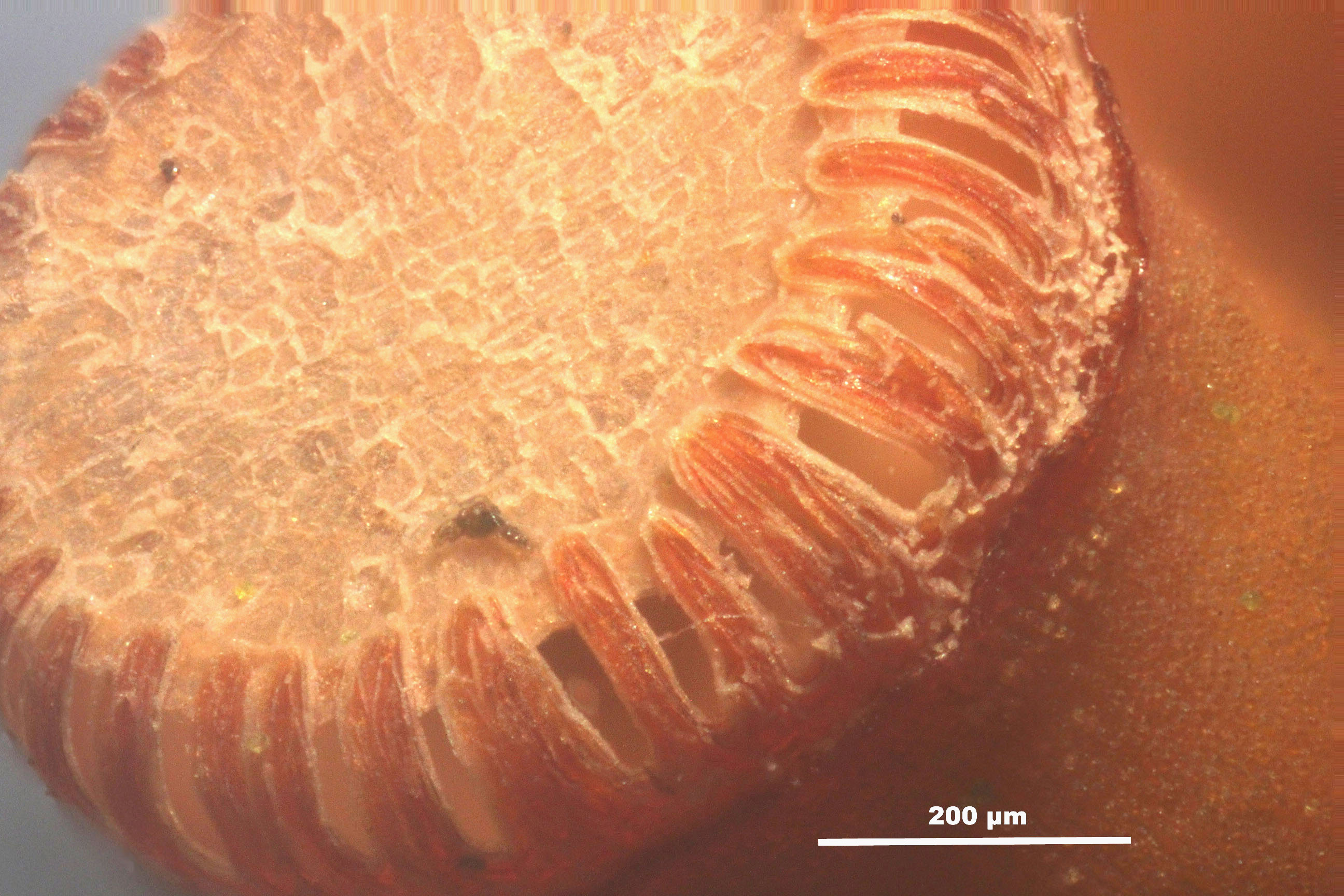
Peristoomtanden
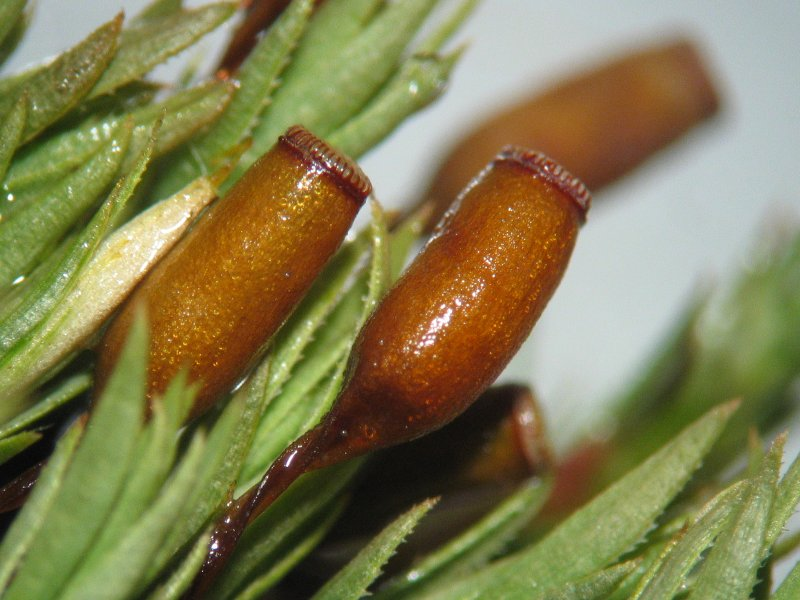
Sporencapsules met deksel
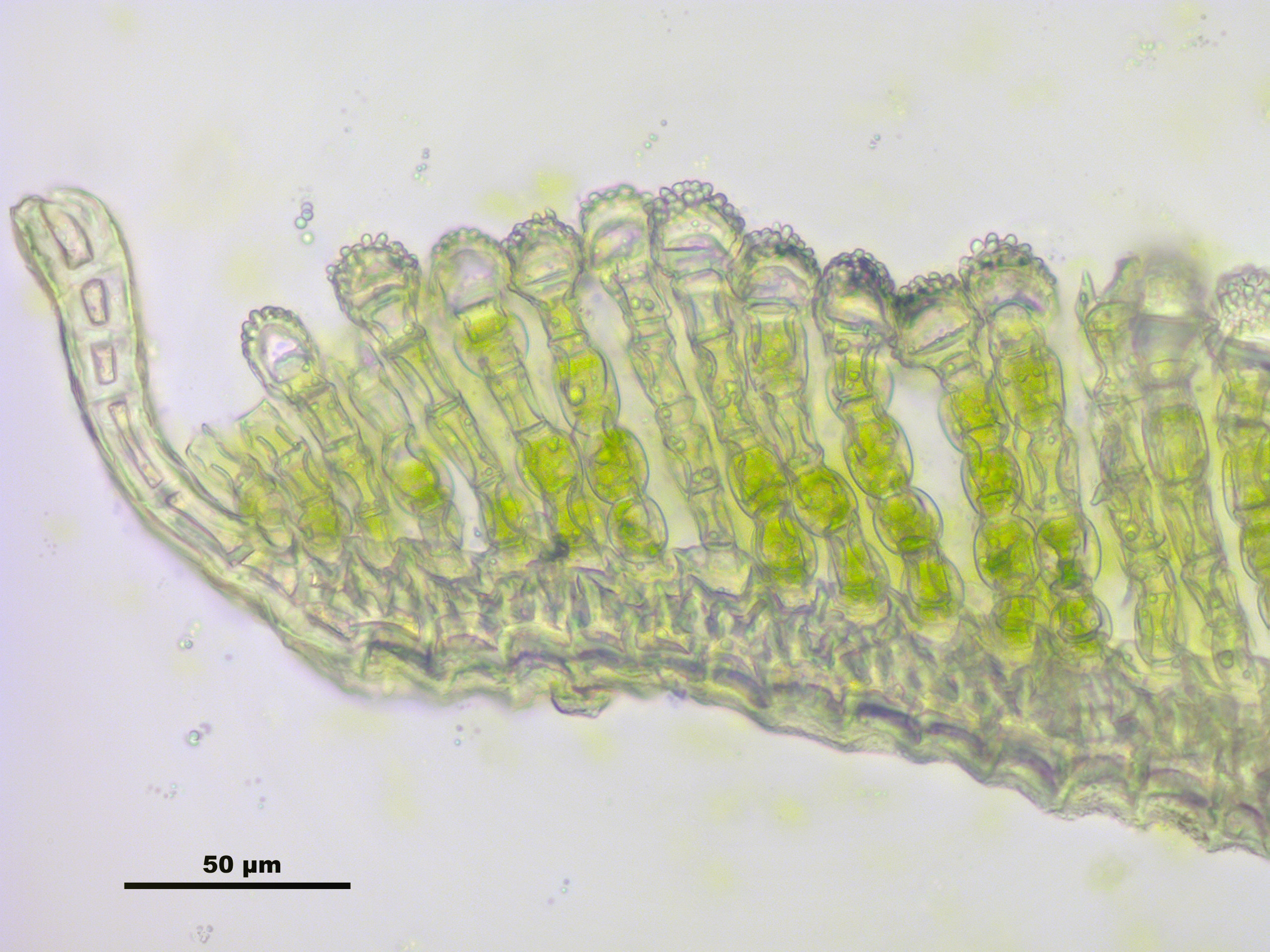
Dwarsdoorsnede van een blad dat de lamellen, costa en lamina laat zien.